# Deroceras rethimnonensis
Deroceras rethimnonensis is een slakkensoort uit de familie van de Agriolimacidae. De wetenschappelijke naam van de soort is voor het eerst geldig gepubliceerd in 1986 door De Winter & Butot.